# Huib Ruijgrok
Huib Ruijgrok (Den Haag, 26 april 1944) is een Nederlands voormalig voetbaltrainer.
Ruijgrok verliet op zijn zestiende voortijdig de HBS en zat kort op de Deutsche Sporthochschule Köln. Vervolgens was hij werkzaam als nachtsteward op de Willem Ruys van de Koninklijke Rotterdamsche Lloyd, als steward bij KLM en in het hotelwezen. Vanaf zijn jeugd voetbalde hij bij HBS. Ruijgrok behaalde zijn trainersdiploma D bij de KNVB en begon als jeugdtrainer bij FC Den Haag.
Van 1972 tot 1974 was Ruijgrok assistent-trainer bij FC Den Haag onder Evert Teunissen. Vervolgens was hij tweeënhalf jaar werkzaam als assistent bij Sparta onder Leo Steegman. Ondertussen was hij tweemaal afgewezen voor de cursus voor het trainersdiploma A en wilde hij wel als hoofdtrainer aan de slag. Per januari 1977 was Ruijgrok hoofdtrainer in Noorwegen. Hij trainde drie seizoenen Molde FK waarmee hij in zijn tweede seizoen Europees voetbal haalde. Begin 1980 werd hij trainer van Frederikstad FK maar moest al na anderhalve maand om medische redenen terug naar Nederland. In de zomer van dat jaar tekende hij een contract bij De Graafschap. Hij trainde de club drie seizoenen en promoveerde in zijn eerste seizoen naar de Eredivisie maar degradeerde direct het seizoen daarna. In het seizoen 1983/84 was Ruijgrok trainer van SVV waar hij in januari 1984 opstapte. 
Hij keerde in verschillende functies terug bij HBS. Hij trainde onder meer in twee periodes het eerste team en zat ook in het bestuur. Ruijgrok trainde in 1988 nog kort het Noorse SK Hauger en was twee jaar actief bij FC Volendam als elftalleider en assistent van Leo Steegman. Hoofd opleidingen bij Sparta (1999-2001) was zijn laatste baan in het profvoetbal.